# Ciad ai Giochi della XVIII Olimpiade
Il Ciad partecipò ai Giochi della XVIII Olimpiade, svoltisi a Tokyo dal 10 al 24 ottobre 1964, con due atleti: Ahmed Issa, che corse gli 800 metri, e Mahamat Idriss, impegnato nel salto in alto. Per la nazione africana, a quattro anni dal conseguimento dell'indipendenza, fu la prima partecipazione olimpica.